# Torsten Hallman

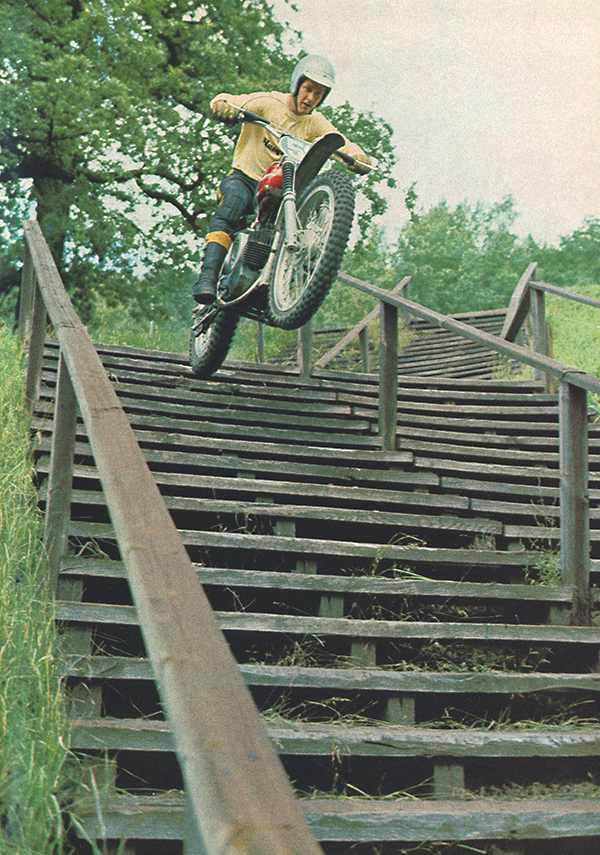
Torsten Hallman

Torsten Hallman (Uppsala, 17 oktober 1939) is een Zweeds voormalig motorcrosser.

## Carrière
Hallman en andere Zweedse piloten, zoals Bill Nilsson, Rolf Tibblin en Sten Lundin, domineerden in het begin van de jaren 60 de motorcross. Hallman won in het Wereldkampioenschap motorcross zevenendertig Grands Prix en vier keer de wereldtitel 250cc met Husqvarna. Zijn duels met de Belg Joël Robert worden gerekend tot de beste in de geschiedenis van de motorcross.
Na zijn carrière begon Hallman motorcrosskledij te verkopen onder de naam Thor (Torsten Hallman Original Racewear) om zijn inkomsten op peil te houden. Thor groeide uit tot een van de grootste merken in offroadkledij.
De prestaties van Hallman in races en demonstraties in Amerika waren bepalend bij het introduceren en populariseren van motorcross in de Verenigde Staten eind jaren 60. In 2000 werd hij opgenomen in de AMA Motorcycle Hall of Fame.

## Palmares
- 1962: Wereldkampioen 250cc
- 1963: Wereldkampioen 250cc
- 1966: Wereldkampioen 250cc
- 1967: Wereldkampioen 250cc